# Parco nazionale del Fiordland
Il Parco nazionale del Fiordland è un parco nazionale che si trova nella regione del Fiordland, nell'angolo sud-occidentale dell'Isola del Sud, in Nuova Zelanda. Con i suoi 12.500 chilometri quadrati è il più grande parco nazionale neozelandese; inoltre, insieme ai parchi nazionali (Aoraki/Mount Cook, Mount Aspiring e Westland Tai Poutini), è stato inserito nel 1990 nell'elenco dei Patrimoni dell'umanità dell'UNESCO. I quattro parchi sono raggruppati sotto il nome collettivo di Te Wahipounamu.

## Geografia

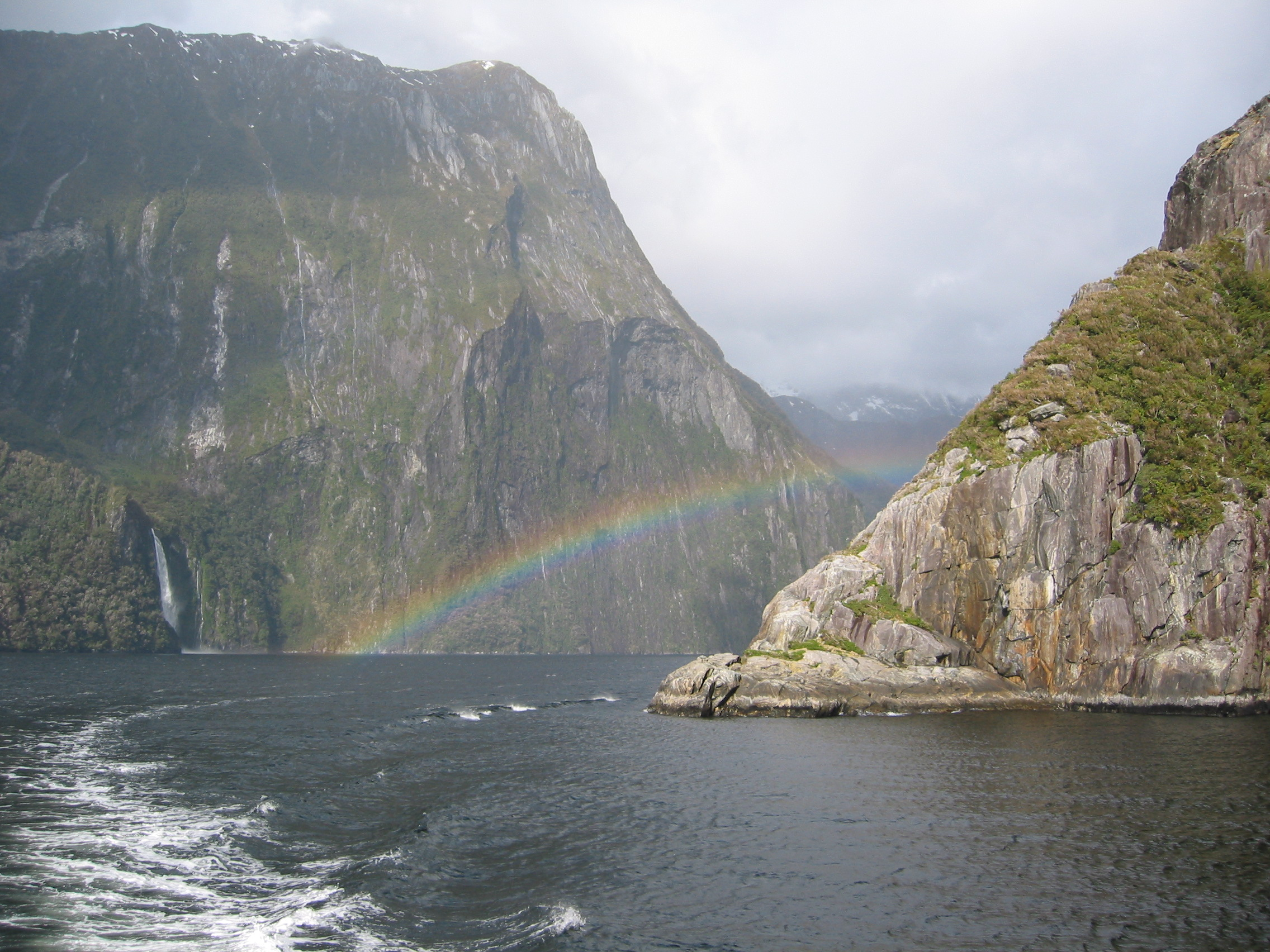
Un altro scorcio del parco

Durante le ultime ere glaciali, numerosi ghiacciai hanno scavato profondamente la costa del Fiordland; ne sono risultati alcuni dei più bei fiordi della Nuova Zelanda, il più famoso dei quali è il Milford Sound. Oltre a ciò i ghiacciai hanno letteralmente staccato alcune isolette dall'isola principale, come per esempio Secretary Island e Resolution Island.
La costa è quindi molto scoscesa, con i fiordi che partono dalle vallate della parte più meridionale della catena montuosa delle Alpi meridionali fino al mare. Nella parte più settentrionale del parco si trovano alcuni picchi che superano i 2.000 metri d'altezza. 
All'interno del parco si trovano numerosi laghi, tra cui il lago Te Anau, e le cascate Sutherland Falls (580 metri) e Browne Falls, tra le più alte del mondo.
I venti, prevalentemente occidentali, portano aria umida sulle montagne dal Mar di Tasman; il raffreddamento di quest'aria produce un'incredibile quantità di piogge, oltre 7 metri l'anno in molte parti del parco. Ciò supporta una lussureggiante foresta pluviale nell'ecoregione del Fiordland.

## Fauna
La fauna del parco è estremamente varia. Qui si possono trovare, fra le altre specie, delfini, foche, topi, uccelli, lepri e cervi. Fra gli uccelli, il parco ospita il rarissimo kakapo (Strigops habroptila) e il kiwi bruno (Apteryx australis), uccelli endemici della Nuova Zelanda.

## Attività

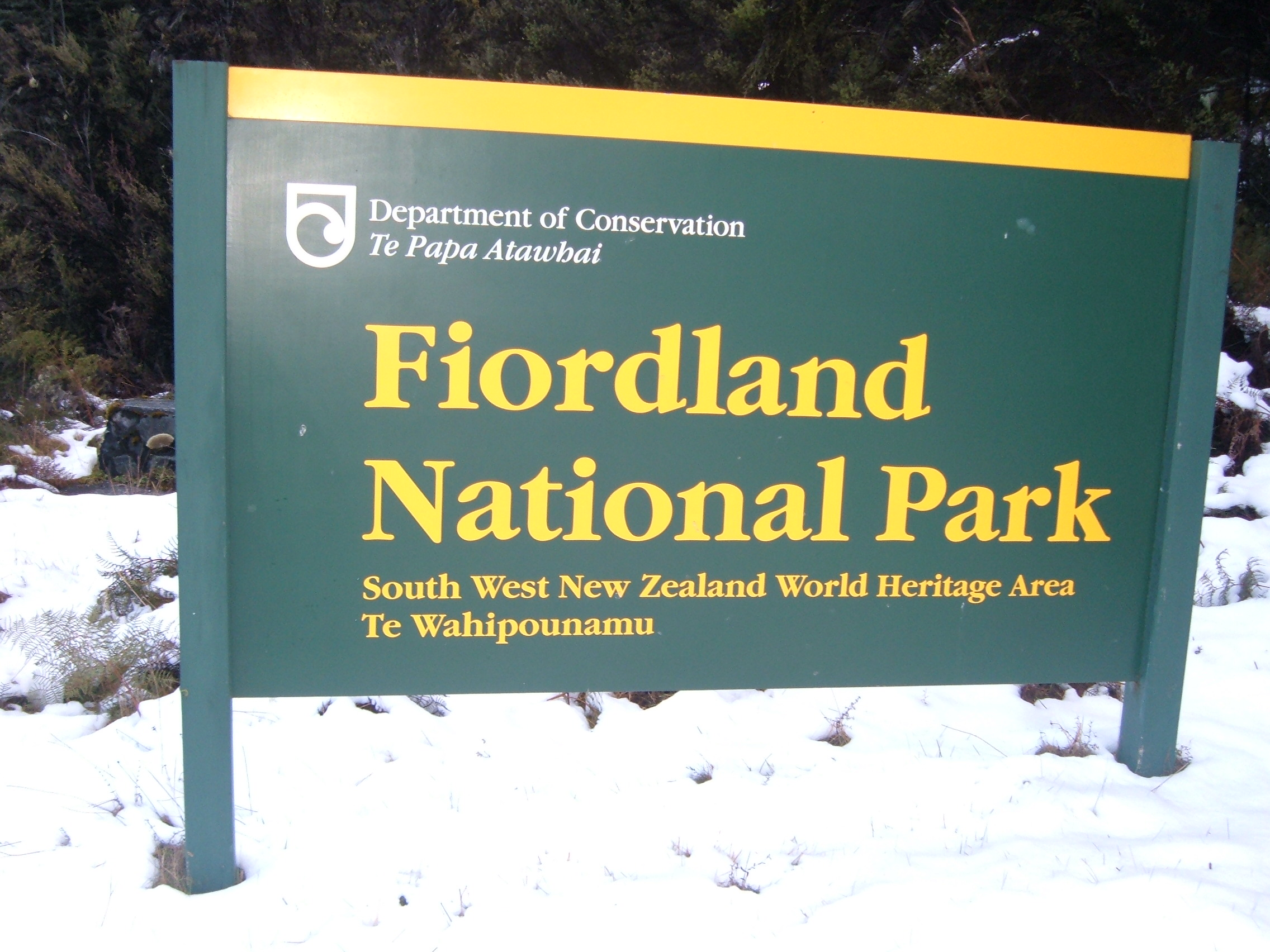
Uno degli accessi al Fiordland National Park

Fin dagli anni venti nel parco si era enormemente diffusa la piaga dei cervi europei, introdotti dall'uomo ma che stavano occupando l'habitat della flora e della fauna neozelandesi. Per contrastarne la crescita, il governo decise di mettere una vera e propria taglia sugli animali, pagando una certa cifra ai cacciatori della zona per ogni animale ucciso. Questo, combinato coi mercati della carne e della pelle di cervo, si è rivelato un affare molto lucroso, tanto che alcuni cacciatori negli anni sessanta hanno addirittura potuto comprare degli elicotteri per spostarsi più facilmente fra il terreno decisamente accidentato del parco.
Il risultato è facilmente immaginabile: la popolazione di cervi è diminuita molto velocemente, aumentando drammaticamente la competizione fra i cacciatori. Quando si verificarono vere e proprie sparatorie fra uomini armati di fucili ad alta precisione nei cieli del parco, il governo decise di mettere un freno al sistema delle "taglie". Negli ultimi anni è cresciuta enormemente l'industria degli allevamenti di cervi, e gli elicotteri che un tempo venivano usati per cacciarli ora sono usati a scopi turistici, per far ammirare le bellezze del parco dall'alto.
Oltre a questo, il parco è molto popolare fra gli amanti di alpinismo e trekking, con una serie di percorsi loro dedicati. Molto visitati sono anche i ghiacciai, i fiordi e le già citate cascate.